# Плюська сільська рада
55°48′48″ пн. ш. 27°2′50″ сх. д. / 55.81333° пн. ш. 27.04722° сх. д.
Плюська сільська рада (біл. Плюскі сельсавет) — адміністративно-територіальна одиниця у складі Браславського району, Вітебської області Білорусі. Адміністративний центр сільської ради — агромістечко Плюси.

## Розташування
Плюська сільська рада розташована у північній частині Білорусі, на північному заході Вітебської області, на північ від районного центру Браслав.
На території сільської ради розташовано близько півтора десятка озер, найбільші із них: Снуди (22,0 км²), Струсто (13,0 км²), Волосо Північне (4,21 км²), Плюси (1,54 км²), Обаб'є (1,4 км²), Волосо Південне (1,21 км²).

## Склад сільської ради
До складу Опсовської сільської ради входить 89 населених пунктів:
| - Адамішки — село. - Алєхни — село. - Антоненки — село. - Апанасішки 1 — село. - Апанасішки 2 — село. - Бабашки — село. - Велике Абаб'є — село. - Боровікішки — хутір. - Боруни — село. - Брилевщина — хутір. - Буловішки — село. - Бистромовці — село. - Василькішки 1 — хутір. - Василькішки 3 — хутір. - Василькішки 5 — хутір. - Волосо — село. - Глінішки — хутір. - Горові — хутір. - Даньки — село. - Дергово — хутір. - Дерукі — село. - Дубіно — село. - Дудали — село. - Думаришкі 1 — хутір. - Думаришкі 2 — хутір. - Думаришкі 3 — хутір. - Думаришкі 4 — хутір. - Думаришкі 5 — хутір. - Думаришкі 6 — хутір. - Думаришкі 7 — хутір. | - Дундери — село. - Єленці — село. - Забірря — село. - Закам'янка — село. - Заплющино — хутір. - Заснуддя — село. - Ілали — село. - Кабоши — село. - Кам'янка — село. - Кезіки — село. - Кірколля — село. - Ковалішки — хутір. - Колонішки — село. - Кореніки — село. - Кочерги — село. - Красногірка — село. - Кривосельці — село. - Лакіно — село. - Лапіно — село. - Леошки — село. - Лукши — село. - Маранішки — село. - Мартінішки — село. - Матюлішки — село. - Мостище 1 — село. - Мостище 2 — село. - Мостище 3 — хутір. - Нарейкішки — хутір. - Неверишкі — хутір. - Нєвєрово — хутір. | - Пепелішки 1 — хутір. - Пепелішки 2 — хутір. - Піртани — село. - Плітніки — хутір. - Плюси — агромістечко. - Полепішки — хутір. - Селище Абаб'є — село. - Поснуддя — хутір. - Просвятішки — хутір. - Прохорівка — село. - Равгішки — хутір. - Ріжки — село. - Свілемесття — хутір. - Слонішки — хутір. - Соміно — хутір. - Спрінди — село. - Стемпелішки — хутір. - Стринішки — село. - Трокелі — село. - Тумашишки — село. - Чернішки — село. - Чижевніки — село. - Шашкішки — село. - Шведи — село. - Шемелі — село. - Штоковці — село. - Юрани — село. - Якубянці — село. - Ячменішки — село. |

Населені пункти, які раніше існували на території сільської ради — зняті з обліку:
- Вангішки — село.
- Василькішки 6 — хутір.
- Островіти — село.
- Петкунішки — хутір.
- Шакель-Борові — хутір.
- Шемельки — село.